# Medaljevindere ved VM i svømning (kvinder)
Dette er den komplette liste over kvindernes medaljevindere ved VM i svømning fra 1973 til 2013.

## Medaljevindere

### 50 meterfri
| År             | Guld                      | Sølv                         | Bronze                        |
| -------------- | ------------------------- | ---------------------------- | ----------------------------- |
| 1986 Madrid    | Tamara Costache (ROM)     | Kristin Otto (GDR)           | Marie-Thérèse Armentero (SUI) |
| 1991 Perth     | Zhuang Yong (CHN)         | Leigh Ann Fetter (USA)       | ikke uddelt                   |
| 1991 Perth     | Zhuang Yong (CHN)         | Catherine Plewinski (FRA)    | ikke uddelt                   |
| 1994 Rom       | Le Jingyi (CHN)           | Natalya Meshcheryakova (RUS) | Amy Van Dyken (USA)           |
| 1998 Perth     | Amy Van Dyken (USA)       | Sandra Völker (GER)          | Shan Ying (CHN)               |
| 2001 Fukuoka   | Inge de Bruijn (NED)      | Therese Alshammar (SWE)      | Sandra Völker (GER)           |
| 2003 Barcelona | Inge de Bruijn (NED)      | Alice Mills (AUS)            | Libby Lenton (AUS)            |
| 2005 Montreal  | Libby Lenton (AUS)        | Marleen Veldhuis (NED)       | Zhu Yingwen (CHN)             |
| 2007 Melbourne | Libby Lenton (AUS)        | Therese Alshammar (SWE)      | Marleen Veldhuis (NED)        |
| 2009 Rom       | Britta Steffen (GER)      | Therese Alshammar (SWE)      | Marleen Veldhuis (NED)        |
| 2009 Rom       | Britta Steffen (GER)      | Therese Alshammar (SWE)      | Cate Campbell (AUS)           |
| 2011 Shanghai  | Therese Alshammar (SWE)   | Ranomi Kromowidjojo (NED)    | Marleen Veldhuis (NED)        |
| 2013 Barcelona | Ranomi Kromowidjojo (NED) | Cate Campbell (AUS)          | Francesca Halsall (GBR)       |
| 2015 Kazan     | Bronte Campbell (AUS)     | Ranomi Kromowidjojo (NED)    | Sarah Sjöström (SWE)          |

### 100 meter fri
| År             | Guld                         | Sølv                       | Bronze                      |
| -------------- | ---------------------------- | -------------------------- | --------------------------- |
| 1973 Beograd   | Kornelia Ender (GDR)         | Shirley Babashoff (USA)    | Enith Brigitha (NED)        |
| 1975 Cali      | Kornelia Ender (GDR)         | Shirley Babashoff (USA)    | Enith Brigitha (NED)        |
| 1978 Berlin    | Barbara Krause (GDR)         | Lene Jenssen (NOR)         | Larisa Tsaryova (URS)       |
| 1982 Guayaquil | Birgit Meineke (GDR)         | Annemarie Verstappen (NED) | Jill Sterkel (USA)          |
| 1986 Madrid    | Kristin Otto (GDR)           | Jenna Johnson (USA)        | Conny van Bentum (NED)      |
| 1991 Perth     | Nicole Haislett (USA)        | Catherine Plewinski (FRA)  | Zhuang Yong (CHN)           |
| 1994 Rom       | Le Jingyi (CHN)              | Lü Bin (CHN)               | Franziska van Almsick (GER) |
| 1998 Perth     | Jenny Thompson (USA)         | Martina Moravcová (SVK)    | Shan Ying (CHN)             |
| 2001 Fukuoka   | Inge de Bruijn (NED)         | Katrin Meissner (GER)      | Sandra Völker (GER)         |
| 2003 Barcelona | Hanna-Maria Seppälä (FIN)    | Jodie Henry (AUS)          | Jenny Thompson (USA)        |
| 2005 Montreal  | Jodie Henry (AUS)            | Natalie Coughlin (USA)     | ingen uddelt                |
| 2005 Montreal  | Jodie Henry (AUS)            | Malia Metella (FRA)        | ingen uddelt                |
| 2007 Melbourne | Libby Lenton (AUS)           | Marleen Veldhuis (NED)     | Britta Steffen (GER)        |
| 2009 Rom       | Britta Steffen (GER)         | Francesca Halsall (GBR)    | Lisbeth Trickett (AUS)      |
| 2011 Shanghai  | Jeanette Ottesen (DEN)       | ingen uddelt               | Ranomi Kromowidjojo (NED)   |
| 2011 Shanghai  | Aleksandra Gerasimenya (BLR) | ingen uddelt               | Ranomi Kromowidjojo (NED)   |
| 2013 Barcelona | Cate Campbell (AUS)          | Sarah Sjöström (SWE)       | Ranomi Kromowidjojo (NED)   |
| 2015 Kazan     | Bronte Campbell (AUS)        | Sarah Sjöström (SWE)       | Cate Campbell (AUS)         |

### 200 meter fri
| År             | Guld                        | Sølv                      | Bronze                    |
| -------------- | --------------------------- | ------------------------- | ------------------------- |
| 1973 Beograd   | Keena Rothhammer (USA)      | Shirley Babashoff (USA)   | Andrea Eife (GDR)         |
| 1975 Cali      | Shirley Babashoff (USA)     | Kornelia Ender (GDR)      | Enith Brigitha (NED)      |
| 1978 Berlin    | Cynthia Woodhead (USA)      | Barbara Krause (GDR)      | Larisa Tsaryova (URS)     |
| 1982 Guayaquil | Annemarie Verstappen (NED)  | Birgit Meineke (GDR)      | Annelies Maas (NED)       |
| 1986 Madrid    | Heike Friedrich (GDR)       | Manuela Stellmach (GDR)   | Mary T. Meagher (USA)     |
| 1991 Perth     | Hayley Lewis (AUS)          | Janet Evans (USA)         | Mette Jacobsen (DEN)      |
| 1994 Rom       | Franziska van Almsick (GER) | Lü Bin (CHN)              | Claudia Poll (CRC)        |
| 1998 Perth     | Claudia Poll (CRC)          | Martina Moravcová (SVK)   | Julia Greville (AUS)      |
| 2001 Fukuoka   | Giaan Rooney (AUS)          | Yang Yu (CHN)             | Camelia Potec (ROM)       |
| 2003 Barcelona | Alena Popchanka (BLR)       | Martina Moravcová (SVK)   | Yang Yu (CHN)             |
| 2005 Montreal  | Solenne Figuès (FRA)        | Federica Pellegrini (ITA) | Yang Yu (CHN)             |
| 2005 Montreal  | Solenne Figuès (FRA)        | Federica Pellegrini (ITA) | Josefin Lillhage (SWE)    |
| 2007 Melbourne | Laure Manaudou (FRA)        | Annika Lurz (GER)         | Federica Pellegrini (ITA) |
| 2009 Rom       | Federica Pellegrini (ITA)   | Allison Schmitt (USA)     | Dana Vollmer (USA)        |
| 2011 Shanghai  | Federica Pellegrini (ITA)   | Kylie Palmer (AUS)        | Camille Muffat (FRA)      |
| 2013 Barcelona | Missy Franklin (USA)        | Federica Pellegrini (ITA) | Camille Muffat (FRA)      |
| 2015 Kazan     | Katie Ledecky (USA)         | Federica Pellegrini (ITA) | Missy Franklin (USA)      |

### 400 meter fri
| År             | Guld                      | Sølv                        | Bronze                   |
| -------------- | ------------------------- | --------------------------- | ------------------------ |
| 1973 Beograd   | Heather Greenwood (USA)   | Keena Rothhammer (USA)      | Novella Calligaris (ITA) |
| 1975 Cali      | Shirley Babashoff (USA)   | Jennifer Turrall (AUS)      | Kathy Heddy (USA)        |
| 1978 Berlin    | Tracey Wickham (AUS)      | Cynthia Woodhead (USA)      | Kim Linehan (USA)        |
| 1982 Guayaquil | Carmela Schmidt (GDR)     | Petra Schneider (GDR)       | Tiffany Cohen (USA)      |
| 1986 Madrid    | Heike Friedrich (GDR)     | Astrid Strauß (GDR)         | Sarah Hardcastle (GBR)   |
| 1991 Perth     | Janet Evans (USA)         | Hayley Lewis (AUS)          | Suzu Chiba (JPN)         |
| 1994 Rom       | Yang Aihua (CHN)          | Cristina Teuscher (USA)     | Claudia Poll (CRC)       |
| 1998 Perth     | Chen Yan (CHN)            | Brooke Bennett (USA)        | Dagmar Hase (GER)        |
| 2001 Fukuoka   | Yana Klochkova (UKR)      | Claudia Poll (CRC)          | Hannah Stockbauer (GER)  |
| 2003 Barcelona | Hannah Stockbauer (GER)   | Éva Risztov (HUN)           | Diana Munz (USA)         |
| 2005 Montreal  | Laure Manaudou (FRA)      | Ai Shibata (JPN)            | Caitlin McClatchey (GBR) |
| 2007 Melbourne | Laure Manaudou (FRA)      | Otylia Jędrzejczak (POL)    | Ai Shibata (JPN)         |
| 2009 Rom       | Federica Pellegrini (ITA) | Joanne Jackson (GBR)        | Rebecca Adlington (GBR)  |
| 2011 Shanghai  | Federica Pellegrini (ITA) | Rebecca Adlington (GBR)     | Camille Muffat (FRA)     |
| 2013 Barcelona | Katie Ledecky (USA)       | Melanie Costa (ESP)         | Lauren Boyle (NZL)       |
| 2015 Kazan     | Katie Ledecky (USA)       | Sharon van Rouwendaal (NED) | Jessica Ashwood (AUS)    |

### 800 meter fri
| År             | Guld                     | Sølv                    | Bronze                  |
| -------------- | ------------------------ | ----------------------- | ----------------------- |
| 1973 Beograd   | Novella Calligaris (ITA) | Joan Harshbarger (USA)  | Gudrun Wegner (GDR)     |
| 1975 Cali      | Jennifer Turrall (AUS)   | Heather Greenwood (USA) | Shirley Babashoff (USA) |
| 1978 Berlin    | Tracey Wickham (AUS)     | Cynthia Woodhead (USA)  | Kim Linehan (USA)       |
| 1982 Guayaquil | Kim Linehan (USA)        | Jackie Willmot (GBR)    | Carmela Schmidt (GDR)   |
| 1986 Madrid    | Astrid Strauss (GDR)     | Katja Hartmann (GDR)    | Deborah Babashoff (USA) |
| 1991 Perth     | Janet Evans (USA)        | Grit Müller (GER)       | Jana Henke (GER)        |
| 1994 Rom       | Janet Evans (USA)        | Hayley Lewis (AUS)      | Brooke Bennett (USA)    |
| 1998 Perth     | Brooke Bennett (USA)     | Diana Munz (USA)        | Kirsten Vlieghuis (NED) |
| 2001 Fukuoka   | Hannah Stockbauer (GER)  | Diana Munz (USA)        | Kaitlin Sandeno (USA)   |
| 2003 Barcelona | Hannah Stockbauer (GER)  | Diana Munz (USA)        | Rebecca Cooke (GBR)     |
| 2005 Montreal  | Kate Ziegler (USA)       | Brittany Reimer (CAN)   | Ai Shibata (JPN)        |
| 2007 Melbourne | Kate Ziegler (USA)       | Laure Manaudou (FRA)    | Hayley Peirsol (USA)    |
| 2009 Rom       | Lotte Friis (DEN)        | Joanne Jackson (GBR)    | Alessia Filippi (ITA)   |
| 2011 Shanghai  | Rebecca Adlington (GBR)  | Lotte Friis (DEN)       | Kate Ziegler (USA)      |
| 2013 Barcelona | Katie Ledecky (USA)      | Lotte Friis (DEN)       | Lauren Boyle (NZL)      |
| 2015 Kazan     | Katie Ledecky (USA)      | Lauren Boyle (NZL)      | Jazmin Carlin (GBR)     |

### 1500 meter fri
| År             | Guld                    | Sølv                   | Bronze                |
| -------------- | ----------------------- | ---------------------- | --------------------- |
| 2001 Fukuoka   | Hannah Stockbauer (GER) | Flavia Rigamonti (SUI) | Diana Munz (USA)      |
| 2003 Barcelona | Hannah Stockbauer (GER) | Hayley Peirsol (USA)   | Jana Henke (GER)      |
| 2005 Montreal  | Kate Ziegler (USA)      | Flavia Rigamonti (SUI) | Brittany Reimer (CAN) |
| 2007 Melbourne | Kate Ziegler (USA)      | Flavia Rigamonti (SUI) | Ai Shibata (JPN)      |
| 2009 Rom       | Alessia Filippi (ITA)   | Lotte Friis (DEN)      | Camelia Potec (ROM)   |
| 2011 Shanghai  | Lotte Friis (DEN)       | Kate Ziegler (USA)     | Li Xuanxu (CHN)       |
| 2013 Barcelona | Katie Ledecky (USA)     | Lotte Friis (DEN)      | Lauren Boyle (NZL)    |
| 2015 Kazan     | Katie Ledecky (USA)     | Lauren Boyle (NZL)     | Boglárka Kapás (HUN)  |

### 50 meterryg
| År             | Guld                     | Sølv                         | Bronze                   |
| -------------- | ------------------------ | ---------------------------- | ------------------------ |
| 2001 Fukuoka   | Haley Cope (USA)         | Antje Buschschulte (GER)     | Natalie Coughlin (USA)   |
| 2003 Barcelona | Nina Zhivanevskaya (ESP) | Ilona Hlaváčková (CZE)       | Noriko Inada (JPN)       |
| 2005 Montreal  | Giaan Rooney (AUS)       | Gao Chang (CHN)              | Antje Buschschulte (GER) |
| 2007 Melbourne | Leila Vaziri (USA)       | Aleksandra Gerasimenya (BLR) | Tayliah Zimmer (AUS)     |
| 2009 Rom       | Zhao Jing (CHN)          | Daniela Samulski (GER)       | Gao Chang (CHN)          |
| 2011 Shanghai  | Anastasia Zuyeva (RUS)   | Aya Terakawa (JPN)           | Missy Franklin (USA)     |
| 2013 Barcelona | Zhao Jing (CHN)          | Fu Yuanhui (CHN)             | Aya Terakawa (JPN)       |
| 2015 Kazan     | Fu Yuanhui (CHN)         | Etiene Medeiros (BRA)        | Liu Xiang (CHN)          |

### 100 meter ryg
| År             | Guld                      | Sølv                     | Bronze                   |
| -------------- | ------------------------- | ------------------------ | ------------------------ |
| 1973 Beograd   | Ulrike Richter (GDR)      | Melissa Belote (USA)     | Wendy Hogg (CAN)         |
| 1975 Cali      | Ulrike Richter (GDR)      | Birgit Treiber (GDR)     | Nancy Garapick (CAN)     |
| 1978 Berlin    | Linda Jezek (USA)         | Birgit Treiber (GDR)     | Cheryl Gibson (CAN)      |
| 1982 Guayaquil | Kristin Otto (GDR)        | Ina Kleber (GDR)         | Susan Walsh (USA)        |
| 1986 Madrid    | Betsy Mitchell (USA)      | Kathrin Zimmermann (GDR) | Natalya Shibayeva (URS)  |
| 1991 Perth     | Krisztina Egerszegi (HUN) | Tünde Szabó (HUN)        | Janie Wagstaff (USA)     |
| 1994 Rom       | He Cihong (CHN)           | Nina Zhivanevskaya (RUS) | Barbara Bedford (USA)    |
| 1998 Perth     | Lea Maurer (USA)          | Mai Nakamura (JPN)       | Sandra Völker (GER)      |
| 2001 Fukuoka   | Natalie Coughlin (USA)    | Diana Mocanu (ROM)       | Antje Buschschulte (GER) |
| 2003 Barcelona | Antje Buschschulte (GER)  | Louise Ørnstedt (DEN)    | ingen medalje uddelt     |
| 2003 Barcelona | Antje Buschschulte (GER)  | Katy Sexton (GBR)        | ingen medalje uddelt     |
| 2005 Montreal  | Kirsty Coventry (ZIM)     | Antje Buschschulte (GER) | Natalie Coughlin (USA)   |
| 2007 Melbourne | Natalie Coughlin (USA)    | Laure Manaudou (FRA)     | Reiko Nakamura (JPN)     |
| 2009 Rom       | Gemma Spofforth (GBR)     | Anastasia Zuyeva (RUS)   | Emily Seebohm (AUS)      |
| 2011 Shanghai  | Zhao Jing (CHN)           | Anastasia Zuyeva (RUS)   | Natalie Coughlin (USA)   |
| 2013 Barcelona | Missy Franklin (USA)      | Emily Seebohm (AUS)      | Aya Terakawa (JPN)       |
| 2015 Kazan     | Emily Seebohm (AUS)       | Madison Wilson (AUS)     | Mie Nielsen (DEN)        |

### 200 meter ryg
| År             | Guld                      | Sølv                      | Bronze                      |
| -------------- | ------------------------- | ------------------------- | --------------------------- |
| 1973 Beograd   | Melissa Belote (USA)      | Enith Brigitha (NED)      | Andrea Gyarmati (HUN)       |
| 1975 Cali      | Birgit Treiber (GDR)      | Nancy Garapick (CAN)      | Ulrike Richter (GDR)        |
| 1978 Berlin    | Linda Jezek (USA)         | Birgit Treiber (GDR)      | Cheryl Gibson (CAN)         |
| 1982 Guayaquil | Kornelia Sirch (GDR)      | Georgina Parkes (AUS)     | Carmen Bunaciu (ROM)        |
| 1986 Madrid    | Kornelia Sirch (GDR)      | Betsy Mitchell (USA)      | Kathrin Zimmermann (GDR)    |
| 1991 Perth     | Krisztina Egerszegi (HUN) | Dagmar Hase (GER)         | Janie Wagstaff (USA)        |
| 1994 Rom       | He Cihong (CHN)           | Krisztina Egerszegi (HUN) | Lorenza Vigarani (ITA)      |
| 1998 Perth     | Roxana Maracineanu (FRA)  | Dagmar Hase (GER)         | Mai Nakamura (JPN)          |
| 2001 Fukuoka   | Diana Mocanu (ROM)        | Stanislava Komarova (RUS) | Joanna Fargus (GBR)         |
| 2003 Barcelona | Katy Sexton (GBR)         | Margaret Hoelzer (USA)    | Stanislava Komarova (RUS)   |
| 2005 Montreal  | Kirsty Coventry (ZIM)     | Margaret Hoelzer (USA)    | Reiko Nakamura (JPN)        |
| 2007 Melbourne | Margaret Hoelzer (USA)    | Kirsty Coventry (ZIM)     | Reiko Nakamura (JPN)        |
| 2009 Rom       | Kirsty Coventry (ZIM)     | Anastasia Zuyeva (RUS)    | Elizabeth Beisel (USA)      |
| 2011 Shanghai  | Missy Franklin (USA)      | Belinda Hocking (AUS)     | Sharon van Rouwendaal (NED) |
| 2013 Barcelona | Missy Franklin (USA)      | Belinda Hocking (AUS)     | Hilary Caldwell (CAN)       |
| 2015 Kazan     | Emily Seebohm (AUS)       | Missy Franklin (USA)      | Katinka Hosszú (HUN)        |

### 50 meterbrystsvømning
| År             | Guld                   | Sølv                  | Bronze                |
| -------------- | ---------------------- | --------------------- | --------------------- |
| 2001 Fukuoka   | Luo Xuejuan (CHN)      | Kristy Kowal (USA)    | Zoë Baker (GBR)       |
| 2003 Barcelona | Luo Xuejuan (CHN)      | Brooke Hanson (AUS)   | Zoë Baker (GBR)       |
| 2005 Montreal  | Jade Edmistone (AUS)   | Jessica Hardy (USA)   | Brooke Hanson (AUS)   |
| 2007 Melbourne | Jessica Hardy (USA)    | Leisel Jones (AUS)    | Tara Kirk (USA)       |
| 2009 Rom       | Yuliya Yefimova (RUS)  | Rebecca Soni (USA)    | Sarah Katsoulis (AUS) |
| 2011 Shanghai  | Jessica Hardy (USA)    | Yuliya Yefimova (RUS) | Rebecca Soni (USA)    |
| 2013 Barcelona | Yuliya Yefimova (RUS)  | Rūta Meilutytė (LTU)  | Jessica Hardy (USA)   |
| 2015 Kazan     | Jennie Johansson (SWE) | Alia Atkinson (JAM)   | Yuliya Efimova (RUS)  |

### 100 meter bryst
| År             | Guld                  | Sølv                  | Bronze                    |
| -------------- | --------------------- | --------------------- | ------------------------- |
| 1973 Beograd   | Renate Vogel (GDR)    | Lyubov Rusanova (URS) | Brigitte Schuchardt (GDR) |
| 1975 Cali      | Hannelore Anke (GDR)  | Wijda Mazereeuw (NED) | Marcia Morey (USA)        |
| 1978 Berlin    | Julia Bogdanova (URS) | Tracy Caulkins (USA)  | Margaret Kelly (GBR)      |
| 1982 Guayaquil | Ute Geweniger (GDR)   | Ann Ottenbrite (CAN)  | ingen medalje uddelt      |
| 1982 Guayaquil | Ute Geweniger (GDR)   | Kim Rhodenbaugh (USA) | ingen medalje uddelt      |
| 1986 Madrid    | Sylvia Gerasch (GDR)  | Silke Hörner (GDR)    | Tanya Bogomilova (BUL)    |
| 1991 Perth     | Linley Frame (AUS)    | Jana Dörries (GER)    | Elena Volkova (URS)       |
| 1994 Rom       | Samantha Riley (AUS)  | Guohong Dai (CHN)     | Yuan Yuan (CHN)           |
| 1998 Perth     | Kristy Kowal (USA)    | Helen Denman (AUS)    | Lauren van Oosten (CAN)   |
| 2001 Fukuoka   | Luo Xuejuan (CHN)     | Leisel Jones (AUS)    | Ágnes Kovács (HUN)        |
| 2003 Barcelona | Luo Xuejuan (CHN)     | Amanda Beard (USA)    | Leisel Jones (AUS)        |
| 2005 Montreal  | Leisel Jones (AUS)    | Jessica Hardy (USA)   | Tara Kirk (USA)           |
| 2007 Melbourne | Leisel Jones (AUS)    | Tara Kirk (USA)       | Anna Khlistunova (UKR)    |
| 2009 Rom       | Rebecca Soni (USA)    | Yuliya Yefimova (RUS) | Kasey Carlson (USA)       |
| 2011 Shanghai  | Rebecca Soni (USA)    | Leisel Jones (AUS)    | Ji Liping (CHN)           |
| 2013 Barcelona | Rūta Meilutytė (LTU)  | Yuliya Yefimova (RUS) | Jessica Hardy (USA)       |
| 2015 Kazan     | Yuliya Yefimova (RUS) | Rūta Meilutytė (LTU)  | Alia Atkinson (JAM)       |

### 200 meter bryst
| År             | Guld                     | Sølv                        | Bronze                                                           |
| -------------- | ------------------------ | --------------------------- | ---------------------------------------------------------------- |
| 1973 Beograd   | Renate Vogel (GDR)       | Hannelore Anke (GDR)        | Lynn Colella (USA)                                               |
| 1975 Cali      | Hannelore Anke (GDR)     | Wijda Mazereeuw (NED)       | Karla Linke (GDR)                                                |
| 1978 Berlin    | Lina Kachushite (URS)    | Julia Bogdanova (URS)       | Susanne Nielsson (DEN)                                           |
| 1982 Guayaquil | Svetlana Varganova (URS) | Ute Geweniger (GDR)         | Ann Ottenbrite (CAN)                                             |
| 1986 Madrid    | Silke Hörner (GDR)       | Tanya Bogomilova (BUL)      | Allison Higson (CAN)                                             |
| 1991 Perth     | Elena Volkova (URS)      | Linley Frame (AUS)          | Jana Dörries (GER)                                               |
| 1994 Rom       | Samantha Riley (AUS)     | Yuan Yuan (CHN)             | Brigitte Becue (BEL)                                             |
| 1998 Perth     | Ágnes Kovács (HUN)       | Kristy Kowal (USA)          | Jenna Street (USA)                                               |
| 2001 Fukuoka   | Ágnes Kovács (HUN)       | Qi Hui (CHN)                | Luo Xuejuan (CHN)                                                |
| 2003 Barcelona | Amanda Beard (USA)       | Leisel Jones (AUS)          | Qi Hui (CHN)                                                     |
| 2005 Montreal  | Leisel Jones (AUS)       | Anne Poleska (GER)          | Mirna Jukić (AUT)                                                |
| 2007 Melbourne | Leisel Jones (AUS)       | Kirsty Balfour (GBR)        | ingen uddelt                                                     |
| 2007 Melbourne | Leisel Jones (AUS)       | Megan Jendrick (USA)        | ingen uddelt                                                     |
| 2009 Rom       | Nađa Higl (SRB)          | Annamay Pierse (CAN)        | Mirna Jukić (AUT)                                                |
| 2011 Shanghai  | Rebecca Soni (USA)       | Yuliya Yefimova (RUS)       | Martha McCabe (CAN)                                              |
| 2013 Barcelona | Yuliya Yefimova (RUS)    | Rikke Møller Pedersen (DEN) | Micah Lawrence (USA)                                             |
| 2015 Kazan     | Kanako Watanabe (JPN)    | Micah Lawrence (USA)        | Jessica Vall (ESP) Rikke Møller Pedersen (DEN) Shi Jinglin (CHN) |

### 50 meterbutterfly
| År             | Guld                    | Sølv                        | Bronze                      |
| -------------- | ----------------------- | --------------------------- | --------------------------- |
| 2001 Fukuoka   | Inge de Bruijn (NED)    | Therese Alshammar (SWE)     | Anna-Karin Kammerling (SWE) |
| 2003 Barcelona | Inge de Bruijn (NED)    | Jenny Thompson (USA)        | Anna-Karin Kammerling (SWE) |
| 2005 Montreal  | Danni Miatke (AUS)      | Anna-Karin Kammerling (SWE) | Therese Alshammar (SWE)     |
| 2007 Melbourne | Therese Alshammar (SWE) | Danni Miatke (AUS)          | Inge Dekker (NED)           |
| 2009 Rom       | Marieke Guehrer (AUS)   | Zhou Yafei (CHN)            | Ingvild Snildal (NOR)       |
| 2011 Shanghai  | Inge Dekker (NED)       | Therese Alshammar (SWE)     | Mélanie Henique (FRA)       |
| 2013 Barcelona | Jeanette Ottesen (DEN)  | Lu Ying (CHN)               | Ranomi Kromowidjojo (NED)   |
| 2015 Kazan     | Sarah Sjöström (SWE)    | Jeanette Ottesen (DEN)      | Lu Ying (CHN)               |

### 100 meter butterfly
| År             | Guld                    | Sølv                     | Bronze                    |
| -------------- | ----------------------- | ------------------------ | ------------------------- |
| 1973 Beograd   | Kornelia Ender (GDR)    | Rosemarie Kother (GDR)   | Mayumi Aoki (JPN)         |
| 1975 Cali      | Kornelia Ender (GDR)    | Rosemarie Kother (GDR)   | Camille Wright (USA)      |
| 1978 Berlin    | Joan Pennington (USA)   | Andrea Pollack (GDR)     | Wendy Quirk (CAN)         |
| 1982 Guayaquil | Mary T. Meagher (USA)   | Ines Geißler (GDR)       | Melanie Buddemeyer (USA)  |
| 1986 Madrid    | Kornelia Gressler (GDR) | Kristin Otto (GDR)       | Mary T. Meagher (USA)     |
| 1991 Perth     | Qian Hong (CHN)         | Wang Xiaohong (CHN)      | Catherine Plewinski (FRA) |
| 1994 Rom       | Liu Limin (CHN)         | Qu Yun (CHN)             | Susan O'Neill (AUS)       |
| 1998 Perth     | Jenny Thompson (USA)    | Ayari Aoyama (JPN)       | Petria Thomas (AUS)       |
| 2001 Fukuoka   | Petria Thomas (AUS)     | Otylia Jędrzejczak (POL) | Junko Onishi (JPN)        |
| 2003 Barcelona | Jenny Thompson (USA)    | Otylia Jędrzejczak (POL) | Martina Moravcová (SVK)   |
| 2005 Montreal  | Jessicah Schipper (AUS) | Libby Lenton (AUS)       | Otylia Jędrzejczak (POL)  |
| 2007 Melbourne | Libby Lenton (AUS)      | Jessicah Schipper (AUS)  | Natalie Coughlin (USA)    |
| 2009 Rom       | Sarah Sjöström (SWE)    | Jessicah Schipper (AUS)  | Jiao Liuyang (CHN)        |
| 2011 Shanghai  | Dana Vollmer (USA)      | Alicia Coutts (AUS)      | Lu Ying (CHN)             |
| 2013 Barcelona | Sarah Sjöström (SWE)    | Alicia Coutts (AUS)      | Dana Vollmer (USA)        |
| 2015 Kazan     | Sarah Sjöström (SWE)    | Jeanette Ottesen (DEN)   | Lu Ying (CHN)             |

### 200 meter butterfly
| År             | Guld                     | Sølv                    | Bronze                   |
| -------------- | ------------------------ | ----------------------- | ------------------------ |
| 1973 Beograd   | Rosemarie Kother (GDR)   | Roswitha Beier (GDR)    | Lynn Colella (USA)       |
| 1975 Cali      | Rosemarie Kother (GDR)   | Valerie Lee (USA)       | Gabrielle Wuschek (GDR)  |
| 1978 Berlin    | Tracy Caulkins (USA)     | Nancy Hogshead (USA)    | Andrea Pollack (GDR)     |
| 1982 Guayaquil | Ines Geißler (GDR)       | Mary T. Meagher (USA)   | Heike Dahne (GDR)        |
| 1986 Madrid    | Mary T. Meagher (USA)    | Kornelia Gressler (GDR) | Birte Weigang (GDR)      |
| 1991 Perth     | Summer Sanders (USA)     | Rie Shito (JPN)         | Hayley Lewis (AUS)       |
| 1994 Rom       | Liu Limin (CHN)          | Qu Yun (CHN)            | Susan O'Neill (AUS)      |
| 1998 Perth     | Susan O'Neill (AUS)      | Petria Thomas (AUS)     | Misty Hyman (USA)        |
| 2001 Fukuoka   | Petria Thomas (AUS)      | Annika Mehlhorn (GER)   | Kaitlin Sandeno (USA)    |
| 2003 Barcelona | Otylia Jędrzejczak (POL) | Éva Risztov (HUN)       | Yuko Nakanishi (JPN)     |
| 2005 Montreal  | Otylia Jędrzejczak (POL) | Jessicah Schipper (AUS) | Yuko Nakanishi (JPN)     |
| 2007 Melbourne | Jessicah Schipper (AUS)  | Kim Vandenberg (USA)    | Otylia Jędrzejczak (POL) |
| 2009 Rom       | Jessicah Schipper (AUS)  | Liu Zige (CHN)          | Katinka Hosszú (HUN)     |
| 2011 Shanghai  | Jiao Liuyang (CHN)       | Ellen Gandy (GBR)       | Liu Zige (CHN)           |
| 2013 Barcelona | Liu Zige (CHN)           | Mireia Belmonte (ESP)   | Katinka Hosszú (HUN)     |
| 2015 Kazan     | Natsumi Hoshi (JPN)      | Cammile Adams (USA)     | Zhang Yufei (CHN)        |

### 200 meter individuelmedley
| År             | Guld                  | Sølv                    | Bronze                       |
| -------------- | --------------------- | ----------------------- | ---------------------------- |
| 1973 Beograd   | Andrea Hubner (GDR)   | Kornelia Ender (GDR)    | Kathy Heddy (USA)            |
| 1975 Cali      | Kathy Heddy (USA)     | Ulrike Tauber (GDR)     | Angela Franke (GDR)          |
| 1978 Berlin    | Tracy Caulkins (USA)  | Joan Pennington (USA)   | Ulrike Tauber (GDR)          |
| 1982 Guayaquil | Petra Schneider (GDR) | Ute Geweniger (GDR)     | Tracy Caulkins (USA)         |
| 1986 Madrid    | Kristin Otto (GDR)    | Elena Dendeberova (URS) | Kathleen Nord (GDR)          |
| 1991 Perth     | Lin Li (CHN)          | Summer Sanders (USA)    | Daniela Hunger (GER)         |
| 1994 Rom       | Lü Bin (CHN)          | Allison Wagner (USA)    | Elli Overton (AUS)           |
| 1998 Perth     | Wu Yanyan (CHN)       | Chen Yan (CHN)          | Martina Moravcová (SVK)      |
| 2001 Fukuoka   | Martha Bowen (USA)    | Yana Klochkova (UKR)    | Qi Hui (CHN)                 |
| 2003 Barcelona | Yana Klochkova (UKR)  | Alice Mills (AUS)       | Zhou Yafei (CHN)             |
| 2005 Montreal  | Katie Hoff (USA)      | Kirsty Coventry (ZIM)   | Lara Carroll (AUS)           |
| 2007 Melbourne | Katie Hoff (USA)      | Kirsty Coventry (ZIM)   | Stephanie Rice (AUS)         |
| 2009 Rom       | Ariana Kukors (USA)   | Stephanie Rice (AUS)    | Katinka Hosszú (HUN)         |
| 2011 Shanghai  | Ye Shiwen (CHN)       | Alicia Coutts (AUS)     | Ariana Kukors (USA)          |
| 2013 Barcelona | Katinka Hosszú (HUN)  | Alicia Coutts (AUS)     | Mireia Belmonte (ESP)        |
| 2015 Kazan     | Katinka Hosszú (HUN)  | Kanako Watanabe (JPN)   | Siobhan-Marie O'Connor (GBR) |

### 400 meter individuel medley
| År             | Guld                   | Sølv                     | Bronze                   |
| -------------- | ---------------------- | ------------------------ | ------------------------ |
| 1973 Beograd   | Gudrun Wegner (GDR)    | Angela Franke (GDR)      | Novella Calligaris (ITA) |
| 1975 Cali      | Ulrike Tauber (GDR)    | Karla Linke (GDR)        | Kathy Heddy (USA)        |
| 1978 Berlin    | Tracy Caulkins (USA)   | Ulrike Tauber (GDR)      | Petra Schneider (GDR)    |
| 1982 Guayaquil | Petra Schneider (GDR)  | Kathleen Nord (GDR)      | Tracy Caulkins (USA)     |
| 1986 Madrid    | Kathleen Nord (GDR)    | Michelle Griglione (USA) | Noemi Lung (ROM)         |
| 1991 Perth     | Lin Li (CHN)           | Hayley Lewis (AUS)       | Summer Sanders (USA)     |
| 1994 Rom       | Guohong Dai (CHN)      | Allison Wagner (USA)     | Kristine Quance (USA)    |
| 1998 Perth     | Chen Yan (CHN)         | Yana Klochkova (UKR)     | Yasuko Tajima (JPN)      |
| 2001 Fukuoka   | Yana Klochkova (UKR)   | Martha Bowen (USA)       | Beatrice Căslaru (ROM)   |
| 2003 Barcelona | Yana Klochkova (UKR)   | Éva Risztov (HUN)        | Beatrice Căslaru (ROM)   |
| 2005 Montreal  | Katie Hoff (USA)       | Kirsty Coventry (ZIM)    | Kaitlin Sandeno (USA)    |
| 2007 Melbourne | Katie Hoff (USA)       | Yana Martynova (RUS)     | Stephanie Rice (AUS)     |
| 2009 Rom       | Katinka Hosszú (HUN)   | Kirsty Coventry (ZIM)    | Stephanie Rice (AUS)     |
| 2011 Shanghai  | Elizabeth Beisel (USA) | Hannah Miley (GBR)       | Stephanie Rice (AUS)     |
| 2013 Barcelona | Katinka Hosszú (HUN)   | Mireia Belmonte (ESP)    | Elizabeth Beisel (USA)   |
| 2015 Kazan     | Katinka Hosszú (HUN)   | Maya DiRado (USA)        | Emily Overholt (CAN)     |

### 4 × 100 meter fri, hold
| År             | Guld | Sølv | Bronze |
| -------------- | --- | --- | --- |
| 1973 Beograd   | DDR (GDR) · Kornelia Ender · Andrea Eife · Andrea Hübner · Sylvia Eichner                                                              | USA (USA) · Kim Peyton · Kathy Heddy · Heather Greenwood · Shirley Babashoff                                          | Vesttyskland (FRG) · Jutta Weber · Heidemarie Reineck · Gudrun Beckman · Angela Steinbach                            |
| 1975 Cali      | DDR (GDR) · Kornelia Ender · Barbara Krause · Claudia Hempel · Ute Brückner                                                            | USA (USA) · Kathy Heddy · Karen Reeser · Kelly Rowell · Shirley Babashoff                                             | Canada (CAN) · Gail Amundrud · Ann Jardin · Becky Smith · Jill Quick                                                 |
| 1978 Berlin    | USA (USA) · Tracy Caulkins · Stephanie Elkins · Jill Sterkel · Cynthia Woodhead                                                        | DDR (GDR) · Heike Witt · Karen Metschuk · Barbara Krause · Petra Priemer                                              | Canada (CAN) · Gail Amundrud · Nancy Garapick · Susan Sloan · Wendy Quirk                                            |
| 1982 Guayaquil | DDR (GDR) · Birgit Meineke · Susanne Link · Kristin Otto · Karen Metschuk                                                              | USA (USA) · Susan Habernigg · Kathy Treible · Elisabeth Washut · Jill Sterkel                                         | Holland (NED) · Annemarie Verstappen · Annelies Maas · Wilma van Velsen · Conny van Bentum                           |
| 1986 Madrid    | DDR (GDR) · Kristin Otto · Manuela Stellmach · Sabina Schulze · Heike Friedrich                                                        | USA (USA) · Jenna Johnson · Dara Torres · Mary T. Meagher · Betsy Mitchell                                            | Holland (NED) · Conny van Bentum · Laura Leideritz · Karin Brienesse · Annemarie Verstappen                          |
| 1991 Perth     | USA (USA) · Nicole Haislett · Julie Cooper · Whitney Hedgepeth · Jenny Thompson                                                        | Tyskland (GER) · Simone Osygus · Kerstin Kielgass · Karin Seick · Manuela Stellmach                                   | Holland (NED) · Marianne Muis · Inge de Bruijn · Mildred Muis · Karin Brienesse                                      |
| 1994 Rom       | Kina (CHN) · Le Jingyi · Shan Ying · Le Ying · Lü Bin                                                                                  | USA (USA) · Angel Martino · Amy Van Dyken · Nicole Haislett · Jenny Thompson                                          | Tyskland (GER) · Franziska van Almsick · Katrin Meissner · Kerstin Kielgass · Daniela Hunger                         |
| 1998 Perth     | USA (USA) · Lindsay Farella · Amy Van Dyken · Barbara Bedford · Jenny Thompson                                                         | Tyskland (GER) · Sandra Völker · Simone Osygus · Franziska van Almsick · Katrin Meissner                              | Australien (AUS) · Sarah Ryan · Rebecca Creedy · Susie O'Neill · Angela Kennedy                                      |
| 2001 Fukuoka   | Tyskland (GER) · Petra Dallmann · Antje Buschschulte · Katrin Meissner · Sandra Völker                                                 | USA (USA) · Colleen Lanne · Erin Phenix · Maritza Correia · Courtney Shealy                                           | ingen uddelt |
| 2001 Fukuoka   | Tyskland (GER) · Petra Dallmann · Antje Buschschulte · Katrin Meissner · Sandra Völker                                                 | Storbritannien (GBR) · Alison Sheppard · Melanie Marshall · Rosalind Brett · Karen Pickering                          | ingen uddelt |
| 2003 Barcelona | USA (USA) · Natalie Coughlin · Lindsay Benko · Rhi Jeffrey · Jenny Thompson                                                            | Tyskland (GER) · Petra Dallmann · Katrin Meissner · Antje Buschschulte · Sandra Völker                                | Australien (AUS) · Lisbeth Lenton · Elka Graham · Jodie Henry · Alice Mills                                          |
| 2005 Montreal  | Australien (AUS) · Jodie Henry · Alice Mills · Shayne Reese · Libby Lenton                                                             | Tyskland (GER) · Petra Dallmann · Antje Buschschulte · Annika Liebs · Daniela Gotz                                    | USA (USA) · Natalie Coughlin · Kara Lynn Joyce · Lacey Nymeyer · Amanda Weir                                         |
| 2007 Melbourne | Australien (AUS) · Libby Lenton · Melanie Schlanger · Shayne Reese · Jodie Henry                                                       | USA (USA) · Natalie Coughlin · Lacey Nymeyer · Amanda Weir · Kara Lynn Joyce                                          | Holland (NED) · Inge Dekker · Ranomi Kromowidjojo · Femke Heemskerk · Marleen Veldhuis                               |
| 2009 Rom       | Holland (NED) · Inge Dekker · Ranomi Kromowidjojo · Femke Heemskerk · Marleen Veldhuis · Hinkelien Schreuder*                          | Tyskland (GER) · Britta Steffen · Daniela Samulski · Petra Dallmann · Daniela Schreiber                               | Australien (AUS) · Lisbeth Trickett · Marieke Guehrer · Shayne Reese · Felicity Galvez · Sally Foster* · Meagan Nay* |
| 2011 Shanghai  | Holland (NED) · Inge Dekker · Ranomi Kromowidjojo · Marleen Veldhuis · Femke Heemskerk · Maud van der Meer*                            | USA (USA) · Natalie Coughlin · Missy Franklin · Jessica Hardy · Dana Vollmer · Amanda Weir* · Kara Lynn Joyce*        | Tyskland (GER) · Britta Steffen · Silke Lippok · Lisa Vitting · Daniela Schreiber                                    |
| 2013 Barcelona | USA (USA) · Missy Franklin · Natalie Coughlin · Shannon Vreeland · Megan Romano · Simone Manuel* · Elizabeth Pelton*                   | Australien (AUS) · Cate Campbell · Bronte Campbell · Emma McKeon · Alicia Coutts · Brittany Elmslie* · Emily Seebohm* | Holland (NED) · Elise Bouwens · Femke Heemskerk · Inge Dekker · Ranomi Kromowidjojo · Esmee Vermeulen*               |
| 2015 Kazan     | Australien (AUS) · Emily Seebohm · Emma McKeon · Bronte Campbell · Cate Campbell · Madison Wilson* · Melanie Wright* · Bronte Barratt* | Holland (NED) · Ranomi Kromowidjojo · Maud van der Meer · Marrit Steenbergen · Femke Heemskerk                        | USA (USA) · Missy Franklin · Margo Geer · Lia Neal · Simone Manuel · Shannon Vreeland* · Abbey Weitzeil*             |

* Svømmere som kun deltog i indledende heat og modtog medaljer.

### 4 × 200 meter fri, hold
| År             | Guld | Sølv | Bronze |
| -------------- | --- | --- | --- |
| 1986 Madrid    | DDR (GDR) · Manuela Stellmach · Astrid Strauß · Nadja Bergknecht · Heike Friedrich                                                    | USA (USA) · Betsy Mitchell · Mary T. Meagher · Kimberley Brown · Mary Wayte                                      | Holland (NED) · Annemarie Verstappen · Jolande van der Meer · Mildred Muis · Conny van Bentum                  |
| 1991 Perth     | Tyskland (GER) · Kerstin Kielgass · Manuela Stellmach · Dagmar Hase · Stephanie Ortwig                                                | Holland (NED) · Marianne Muis · Manon Masseurs · Mildred Muis · Karin Brienesse                                  | Danmark (DEN) · Gitta Jenssen · Berit Puggaard · Annette Poulsen · Mette Jacobsen                              |
| 1994 Rom       | Kina (CHN) · Le Ying · Yang Aihua · Zhou Guanbin · Lü Bin                                                                             | Tyskland (GER) · Kerstin Kielgass · Franziska van Almsick · Julia Jung · Dagmar Hase                             | USA (USA) · Cristina Teuscher · Jenny Thompson · Janet Evans · Nicole Haislett                                 |
| 1998 Perth     | Tyskland (GER) · Franziska van Almsick · Dagmar Hase · Silvia Szalai · Kerstin Kielgass                                               | USA (USA) · Cristina Teuscher · Lindsay Benko · Brooke Bennett · Jenny Thompson                                  | Australien (AUS) · Julia Greville · Anna Windsor · Susie O'Neill · Petria Thomas                               |
| 2001 Fukuoka   | Storbritannien (GBR) · Nicola Jackson · Janine Belton · Karen Legg · Karen Pickering                                                  | Tyskland (GER) · Silvia Szalai · Sarah Harstick · Hannah Stockbauer · Meike Freitag                              | Japan (JPN) · Maki Mita · Tomoko Hagiwara · Tomoko Nagai · Eri Yamanoi                                         |
| 2003 Barcelona | USA (USA) · Lindsay Benko · Rachel Komisarz · Rhi Jeffrey · Diana Munz                                                                | Australien (AUS) · Elka Graham · Linda Mackenzie · Kirsten Thompson · Alice Mills                                | Kina (CHN) · Zhou Yafei · Xu Yanwei · Jiaying Pang · Yang Yu                                                   |
| 2005 Montreal  | USA (USA) · Natalie Coughlin · Katie Hoff · Whitney Myers · Kaitlin Sandeno                                                           | Australien (AUS) · Libby Lenton · Shayne Reese · Bronte Barratt · Linda Mackenzie                                | Kina (CHN) · Zhu Yingwen · Pang Jiaying · Zhou Yafei · Yang Yu                                                 |
| 2007 Melbourne | USA (USA) · Natalie Coughlin · Dana Vollmer · Lacey Nymeyer · Katie Hoff                                                              | Tyskland (GER) · Meike Freitag · Britta Steffen · Petra Dallmann · Annika Lurz                                   | Frankrig (FRA) · Alena Popchanka · Sophie Huber · Aurore Mongel · Laure Manaudou                               |
| 2009 Rom       | Kina (CHN) · Yang Yu · Zhu Qianwei · Liu Jing · Pang Jiaying                                                                          | USA (USA) · Dana Vollmer · Lacey Nymeyer · Ariana Kukors · Allison Schmitt · Dagny Knutson* · Alyssa Anderson*   | Storbritannien (GBR) · Joanne Jackson · Jazmin Carlin · Caitlin McClatchey · Rebecca Adlington · Hannah Miley* |
| 2011 Shanghai  | USA (USA) · Missy Franklin · Dagny Knutson · Katie Hoff · Allison Schmitt · Jasmine Tosky*                                            | Australien (AUS) · Bronte Barratt · Blair Evans · Angie Bainbridge · Kylie Palmer · Jade Neilsen*                | Kina (CHN) · Chen Qian · Pang Jiaying · Liu Jing · Tang Yi · Zhu Qianwei*                                      |
| 2013 Barcelona | USA (USA) · Katie Ledecky · Shannon Vreeland · Karlee Bispo · Missy Franklin · Chelsea Chenault* · Madeline Dirado* · Jordan Mattern* | Australien (AUS) · Bronte Barratt · Kylie Palmer · Brittany Elmslie · Alicia Coutts · Emma McKeon* · Ami Matsuo* | Frankrig (FRA) · Camille Muffat · Charlotte Bonnet · Mylène Lazare · Coralie Balmy · Isabelle Mabboux*         |
| 2015 Kazan     | USA (USA) · Missy Franklin · Leah Smith · Katie McLaughlin · Katie Ledecky · Cierra Runge* · Chelsea Chenault* · Shannon Vreeland*    | Italien (ITA) · Alice Mizzau · Erica Musso · Chiara Masini Luccetti · Federica Pellegrini                        | Kina (CHN) · Qiu Yuhan · Guo Junjun · Zhang Yufei · Shen Duo · Shao Yiwen* · Zhang Yuhan*                      |

* Svømmere som kun deltog i indledende heat og modtog medaljer.

### 4 × 100 meter medley hold
| År             | Guld | Sølv | Bronze |
| -------------- | --- | --- | --- |
| 1973 Beograd   | DDR (GDR) · Ulrike Richter · Renate Vogel · Rosemarie Kother · Kornelia Ender                                                                       | USA (USA) · Melissa Belote · Marcia Morey · Deena Deardurff · Shirley Babashoff                                                             | Vesttyskland (FRG) · Angelike Greiser · Petra Nows · Gudrun Beckmann · Jutta Weber                                                                      |
| 1975 Cali      | DDR (GDR) · Ulrike Richter · Hannelore Anke · Rosemarie Kother · Kornelia Ender                                                                     | USA (USA) · Linda Jezek · Marcia Morey · Camille Wright · Shirley Babashoff                                                                 | Holland (NED) · Paula van Eijk · Wijda Mazereeuw · José Damen · Enith Brigitha                                                                          |
| 1978 Berlin    | USA (USA) · Linda Jasek · Tracy Caulkins · Joan Pennington · Cynthia Woodhead                                                                       | DDR (GDR) · Birgit Treiber · Ramona Reinke · Andrea Pollack · Barbara Krause                                                                | Sovjetunionen (URS) · Yelena Kruglova · Julia Bogdanova · Irina Aksenova · Larisa Tsaryova                                                              |
| 1982 Guayaquil | DDR (GDR) · Kristin Otto · Ute Geweniger · Ines Geißler · Birgit Meineke                                                                            | USA (USA) · Susan Walsh · Kim Rhodenbaugh · Mary T. Meagher · Jill Sterkel                                                                  | Sovjetunionen (URS) · Larisa Gorchakova · Svetlana Varganova · Natalia Pokas · Irina Gerasimova                                                         |
| 1986 Madrid    | DDR (GDR) · Kathrin Zimmermann · Sylvia Gerasch · Kornelia Gressler · Kristin Otto                                                                  | USA (USA) · Betsy Mitchell · Jennifer Hau · Mary T. Meagher · Jenna Johnson                                                                 | Holland (NED) · Jolanda de Rover · Petra van Staveren · Conny van Bentum · Annemarie Verstappen                                                         |
| 1991 Perth     | USA (USA) · Janie Wagstaff · Tracey McFarlane · Crissy Ahmann-Leighton · Nicole Haislett                                                            | Australien (AUS) · Nicole Livingston · Linley Frame · Susan O'Neill · Karen Van Wirdum                                                      | Tyskland (GER) · Svenja Schlicht · Jana Doerries · Susanne Müller · Manuela Stellmach                                                                   |
| 1994 Rom       | Kina (CHN) · He Cihong · Guohong Dai · Liu Limin · Le Jingyi                                                                                        | USA (USA) · Lea Loveless · Kristine Quance · Amy Van Dyken · Jenny Thompson                                                                 | Rusland (RUS) · Nina Zhivanevskaya · Olga Prokhorova · Svetlana Pozdeyeva · Natalya Meshcheryakova                                                      |
| 1998 Perth     | USA (USA) · Lea Maurer · Kristy Kowal · Jenny Thompson · Amy Van Dyken                                                                              | Australien (AUS) · Meredith Smith · Helen Denman · Petria Thomas · Susan O'Neill                                                            | Japan (JPN) · Mai Nakamura · Masami Tanaka · Ayari Aoyama · Sumika Minamoto                                                                             |
| 2001 Fukuoka   | Australien (AUS) · Dyana Calub · Leisel Jones · Petria Thomas · Sarah Ryan                                                                          | USA (USA) · Natalie Coughlin · Megan Quann · Mary Descenza · Erin Phenix                                                                    | Kina (CHN) · Zhan Shu · Luo Xuejuan · Ruan Yi · Xu Yanwei                                                                                               |
| 2003 Barcelona | Kina (CHN) · Zhan Shu · Luo Xuejuan · Zhou Yafei · Yang Yu                                                                                          | USA (USA) · Natalie Coughlin · Amanda Beard · Jenny Thompson · Lindsay Benko                                                                | Australien (AUS) · Giaan Rooney · Leisel Jones · Jessicah Schipper · Jodie Henry                                                                        |
| 2005 Montreal  | Australien (AUS) · Sophie Edington · Leisel Jones · Jessicah Schipper · Libby Lenton                                                                | USA (USA) · Natalie Coughlin · Jessica Hardy · Rachel Komisarz · Amanda Weir                                                                | Tyskland (GER) · Antje Buschschulte · Sarah Poewe · Annika Mehlhorn · Daniela Gotz                                                                      |
| 2007 Melbourne | Australien (AUS) · Emily Seebohm · Leisel Jones · Jessicah Schipper · Libby Lenton                                                                  | USA (USA) · Natalie Coughlin · Tara Kirk · Rachel Komisarz · Lacey Nymeyer                                                                  | Kina (CHN) · Xutian Longzi · Luo Nan · Zhou Yafei · Xu Yanwei                                                                                           |
| 2009 Rom       | Kina (CHN) · Zhao Jing · Chen Huijia · Jiao Liuyang · Li Zhesi                                                                                      | Australien (AUS) · Emily Seebohm · Sarah Katsoulis · Jessicah Schipper · Lisbeth Trickett · Sally Foster* · Stephanie Rice* · Shayne Reese* | Tyskland (GER) · Daniela Samulski · Sarah Poewe · Annika Mehlhorn · Britta Steffen · Daniela Schreiber*                                                 |
| 2011 Shanghai  | USA (USA) · Natalie Coughlin · Rebecca Soni · Dana Vollmer · Missy Franklin · Elizabeth Pelton* · Christine Magnuson* · Amanda Weir*                | Kina (CHN) · Zhao Jing · Ji Liping · Lu Ying · Tang Yi · Gao Chang* · Sun Ye* · Jiao Liuyang* · Li Zhesi*                                   | Australien (AUS) · Belinda Hocking · Leisel Jones · Alicia Coutts · Merindah Dingjan · Stephanie Rice*                                                  |
| 2013 Barcelona | USA (USA) · Missy Franklin · Jessica Hardy · Dana Vollmer · Megan Romano · Elizabeth Pelton* · Breeja Larson* · Claire Donahue* · Shannon Vreeland* | Australien (AUS) · Emily Seebohm · Sally Foster · Alicia Coutts · Cate Campbell · Samantha Marshall* · Emma McKeon*                         | Rusland (RUS) · Dariya Ustinova · Yuliya Yefimova · Svetlana Chimrova · Veronika Popova · Anna Belousova*                                               |
| 2015 Kazan     | Kina (CHN) · Fu Yuanhui · Shi Jinglin · Lu Ying · Shen Duo · Chen Xinyi* · Qiu Yuhan*                                                               | Sverige (SWE) · Michelle Coleman · Jennie Johansson · Sarah Sjöström · Louise Hansson                                                       | Australien (AUS) · Emily Seebohm · Taylor McKeown · Emma McKeon · Bronte Campbell · Madison Wilson* · Lorna Tonks* · Madeline Groves* · Melanie Wright* |

* Svømmere, som kun deltog i indledende heat og modtog medaljer.